# Judy Jetson i Rockersi
Judy Jetson i Rockersi (ang. Rockin’ with Judy Jetson) – amerykański pełnometrażowy film animowany z 1988 roku.

## Fabuła
Judy, córka Jetsonów napisała piosenkę dla znanego piosenkarza – Sky'a Rockera w którym się zakochała. Na koncercie Sky Rocker przypadkiem wpada na służących złej wiedzmy Felonii Funk i piosenka Judy przypadkiem trafia w ręce złoczyńców, zaś Sky otrzymuje zamiast niej tajne kody, które ułatwią Felonii zniszczenie muzyki w całym wszechświecie ponieważ zawierają instrukcje jak zdobyć magiczny kamień. Przypadkiem w sprawę wplątuje się
brat Judy – Elroy, jej koledzy z klasy i jej ojciec. Dzięki pomocy ufoludków z kosmosu, które ratują Judy przed sługami Felonii, a także rodzinie Judy i jej znajomych wywiązuje się walka z Felonią. Na stronę Judy przechodzi także jeden z wcześniejszych sług Felonii. W międzyczasie do więzienia trafia George – ojciec Judy, lecz zostaje uwolniony przez Elroya. Przy pomocy muzyki (największego „wroga” Felonii) zostaje ona pokonana, a kamień zagłady zniszczony. Judy i jej poplecznicy zostają wynagrodzeni: Judy otrzymuje ocenę w szkole „6+”, George dzięki temu zostaje prezesem firmy (choć wcześniej przez trafienie do więzienia zostaje zwolniony przez swojego szefa – pana Kosmoskiego).

## Obsada
- George O’Hanlon jako George
- Penny Singleton jako Jane
- Janet Waldo jako Judy
- Daws Butler jako Elroy
- B.J. Ward jako Zippy
- Mel Blanc jako Kosmoski

## Wersja polska
Opracowanie i udźwiękowienie wersji polskiej: Studio Sonica

Udział wzięli: 
- Ryszard Nawrocki jako George
- Iza Dąbrowska jako Jane
- Krystyna Kozanecka jako Judy
- Joanna Wizmur jako Elroy
- Andrzej Arciszewski jako Astro
- Jacek Bończyk jako Billy Buster
- Stanisław Brudny jako Kosmoski
- Zofia Gładyszewska jako Rozi
- Anna Apostolakis jako Felonia

oraz Dariusz Odija, Cezary Kwieciński, Elżbieta Jędrzejewska, Katarzyna Tatarak, Tomasz Bednarek, Wojciech Paszkowski, Mieczysław Morański, Jarosław Domin, Włodzimierz Bednarski, Jarosław Boberek, Tomasz Marzecki i inni